# Carl-Ulrich Blecher
Carl-Ulrich Blecher (* 23. Januar 1924; † 15. März 1977) war ein deutscher Liedtexter.
In den 1950er und 1960er Jahren arbeitete er als Schlagertexter und Übersetzer. Er war Mitglied der GEMA. Als Nachfolger von Hans Fritz Beckmann war er einige Jahre bis 1977 Präsident des Deutschen Textdichter-Verbandes e.V.

## Eigene Lieder, mit wichtigsten Interpreten
- 1954 Auf einem Seemannsgrab da blühen keine Rosen (Freddy Quinn, Jonny Hill u. a.)
- 1960 Das ist wie ein Würfelspiel, Christian Bruhn, Rolf Peter mit Chor und Orchester
- 1961 Schade, schade, schade (Siw Malmkvist)
- 1963 Siebentausend Rinder, Musik: Christian Bruhn, Peter Hinnen, Orchester Christian Bruhn
- 1966 Manana, Manana (nach Copacabana geh’ ich) (Wencke Myhre u. a.)

## Adaptierte Lieder (A–Z, mit wichtigsten Interpreten)
- 1999 (Siw Malmkvist)
- Alles Gold und alles Silber (The Springfields)
- Alles Liebe, alles Gute (Maria und Franco Duval – Rüdiger Piesker und seine Studio-Band)
- Alles Okay (Schick sie weg) (Jackie Trent – Chor und Orchester Tony Hatch)
- Amigo, so ist das Leben (Sven Jenssen)
- Ich will keine Schokolade, (Trude Herr)
- Wenn ich bei dir sein kann (Esther & Abi Ofarim)